# Mes Aïeux
Mes Aïeux (en español, "Mis antepasados") es un grupo de música tradicional de Quebec fundado en 1996.
Una de las principales características de este grupo es la utilización del folclore franco-canadiense para abordar temas de actualidad. 
Un ejemplo de ello serían temas como estos: 
- "Dégénération": Juventud y generacional
- "Qui nous mène?": Globalización
- "Ça va mal": Política

Algunas de sus canciones son acerca de los personajes famosos de la historia de Quebec como "La Corriveau" y "Alexis le Trotteur". 
Sus dos primeros álbumes, "Ça parle au diable" y "Entre les branches", consiguieron el disco de oro tras venderse 50.000 ejemplares de cada uno. En noviembre de 2005, con el álbum "En famille", consiguieron el disco de platino al venderse de él 100.000 ejemplares. En el mismo año, a "Mes Aïeux" le correspondió el Premio Félix en la categoría de Mejor Álbum de Folk Contemporáneo por En Famille, además de ser propuesto como candidato para el premio al grupo del año. En el 2006, "En Famille" fue certificado como doble disco de platino tras venderse de él 200.000 ejemplares. En el año 2007, Mes Aïeux ganó 3 Premios Félix: Grupo del año, Álbum más vendido y Canción del año. Su último álbum, "Tire-toi une bûche", consiguió el disco de oro sólo tres semanas después de ponerse a la venta. 

## Miembros
Mes Aïeux lo componen actualmente seis miembros: 
- Marie-Hélène Fortin
- Éric Desranleau
- Stéphane Archambault
- Frédéric Giroux
- Marc-André Paquet
- Benoît Archambault.

## Discografía
- 2000: "Ça parle au diable"
- 2001: "Entre les branches"
- 2004: "En famille"
- 2006: "Tire-toi une bûche"
- 2008: "La ligne orange"